# 槍下遊魂4 生化危機 英雄不死
《槍下遊魂4 生化危機 英雄不死》是一款由Cavia開發並由卡普空發行的光枪射击游戏。該遊戲的PlayStation 2版本于2003年2月13日发布。

## 故事大綱
2002年9月，有人从保護傘巴黎分部研究所的仓库中盜竊了T病毒試劑。几天后，豪华游轮“Spencer Rain”被劫持。保護傘特工布鲁斯得知这两起事件均由前保護傘员工墨菲斯所为，并独自登上豪华游轮开始调查。

## 系统
玩家在移動時是第三人称视角，但在战斗时会切换到第一人称视角。玩家還可以快速闪避，这是自《生化危機3 最終逃脫》以来首次引入這一玩法。
如果玩家在游戏中某个时间点做出特定動作時，会出现较为严重的BUG，该BUG会导致卡关。但是官方网站上公布了一种解决方法。
本作手枪的弹药不再是无限的，而是使用了弹药包系统（在保存点可以补充）。弹药包的数量被设定为6个。